# Dingxi
Dingxi (en chino, 定西; pinyin, Dìngxī) es una ciudad-prefectura en la provincia de Gansu, República Popular de China. A una distancia aproximada de 98 kilómetros de la capital provincial. Limita al norte con Lanzhou, al sur con Longnan, al oeste con Gannan y al este con Tianshui. Su área es de 20 300 km² y su población para 2010 fue de 270 mil.
Su temperatura media anual es de 6 °C.

## Administración
La ciudad prefectura de Dingxi se divide en 1 distrito y 6 condados (población de noviembre de 2010).
- Distrito Anding 安定区 420 614 (Sede de gobierno)
- Lintao 临洮县 507,386
- Longxi 陇西县 453,259
- condado de Min 岷县 450,654
- Tongwei 通渭县 349,539
- Wèiyuán Xiàn 渭源县 324,215
- Zhāng Xiàn 漳县 192,957

## Historia
Dingxi fue muy importante en el desarrollo de algunas de las primeras culturas de China, específicamente a lo largo del río Wei, uno de los mayores afluentes del río Amarillo. Numerosos sitios del neolíticos se encuentran en todo el lugar.

## Economía
La agricultura y las industrias de recursos naturales son la base fundamental para la economía de Dingxi. Hay más de 300 diferentes tipos de plantas medicinales chinas y de hierbas que se encuentran en la zona. Es la número uno en China por producccion de ñame.

## Geografía y clima
La ciudad de Dingxi está situada en el centro de la provincia de Gansu, 98 km al este de Lanzhou, dándole el apodo de la «puerta del este». El río Wei, un afluente del río Amarillo, atraviesa el distrito y le proporciona la mayor parte de su agua dulce que es utilizada tanto para la industria como para el servicio de acueducto. Dingxi es semiárido, con escasas precipitaciones. A pesar de que la luz del sol aquí puede ser intensa, las temperaturas son generalmente frescas. El terreno circundante es sobre todo de colinas de loess.
vea el pronóstico